# Биологическая защита растений
Биологическая защита растений:

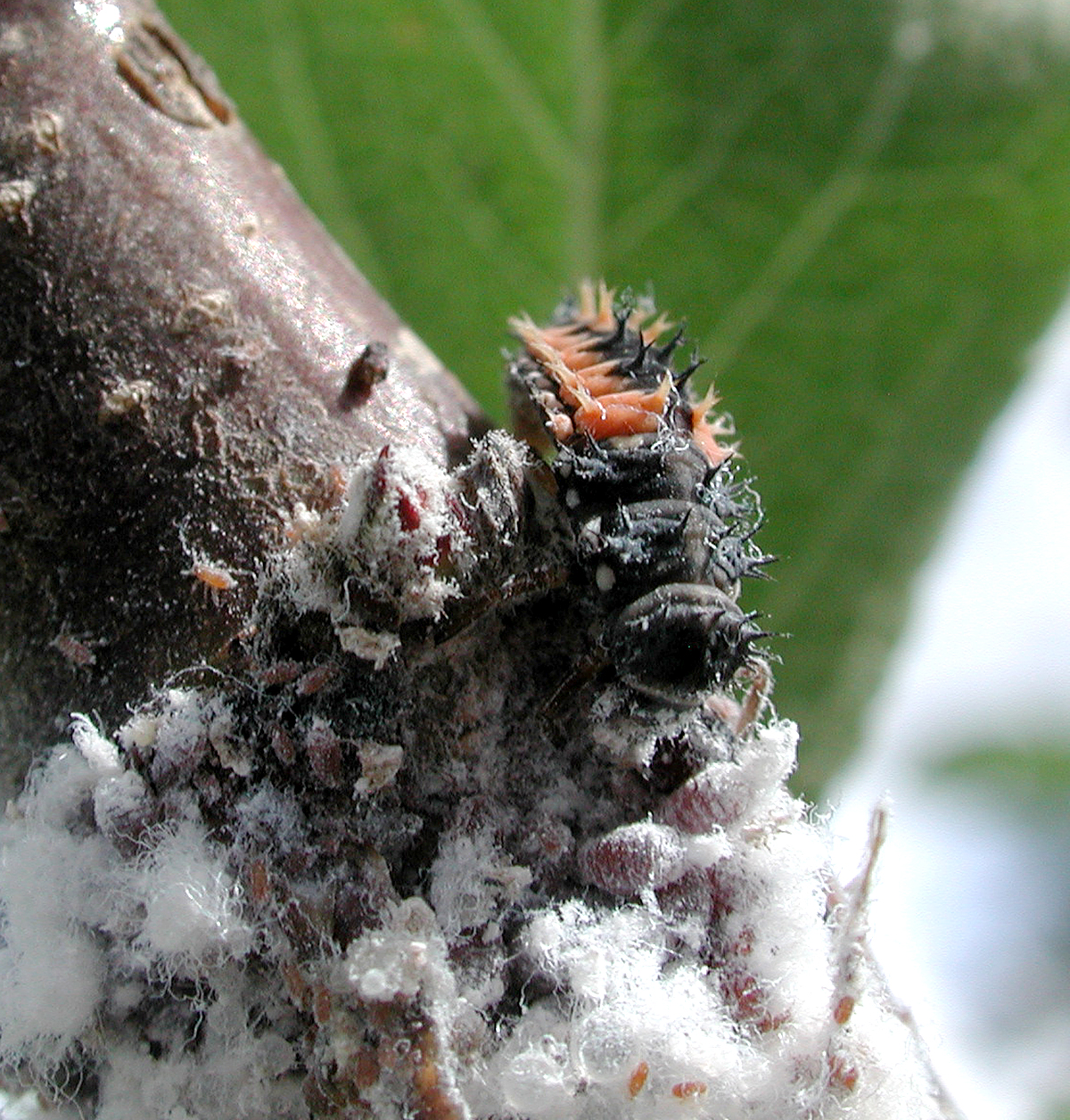
Личинка божьей коровки поедает вредителя яблони — кровяную тлю (Eriosoma lanigerum)

- Раздел науки о защите растений, разрабатывающий теоретические и методологические основы мероприятий по борьбе с организмами, наносящими урон посевам и посадкам в открытом и (или) защищённом грунте, окультуренным угодьям и естественной растительности, на основе применения биологических препаратов или использования регуляторной и истребительной деятельности естественных врагов вредных организмов.
- Система мероприятий по борьбе с организмами, наносящими урон посевам и посадкам в открытом и (или) защищённом грунте, окультуренным угодьям и естественной растительности, на основе применения биологических препаратов или использования регуляторной и истребительной деятельности естественных врагов вредных организмов.

## Определения
Биологическая защита растений — Система мероприятий по защите растений и продукции растительного происхождения от вредных организмов путём применения биологических препаратов или использования регуляторной и истребительной деятельности естественных врагов вредных организмов, а также раздел науки о защите растений

## Основные приёмы биологической защиты растений
- Применение биологических препаратов
- Интродукция энтомофага, энтомопатогена, полезного фитофага
- Метод наводнения энтомофагом
- Охрана энтомофагов

Биологическая борьба с вредителями означает уравновешивание популяции вредителей, используя природные факторы, и, как правило, требует человеческого вмешательства. Биологическая борьба с вредными видами организмов должна основываться на знании экологии, на понимании особенностей функционирования экологических систем.

## Агенты биологической борьбы
- Хищники
- Паразитические насекомые
- Микроорганизмы
  - Бактерии
  - Грибы
  - Вирусы
- Растения

Природными факторами при борьбе с насекомыми-вредителями являются хищники, паразиты и патогены, эти факторы ещё известны как агенты биологической борьбы. Такие хищники, как божьи коровки и златоглазки, — важнейшие дикие виды, потребляющие большое количество добычи, например, тли, на протяжении всей своей жизни. Паразиты — это виды, которые развиваются на хозяине-насекомом, постепенно убивая хозяина. Некоторые виды являются монофагами
Многие виды ос и мух являются паразитоидами. Патогены — это организмы, вызывающие болезни, такие, как грибы, бактерии и вирусы. Они убивают или истощают своего носителя, и они специфичны для определённых групп насекомых.
В Израиле используют хищных клещей Phytoseiulus persimilis[уточнить] для защиты растений от вредителей с 1937 года. Сейчас паукообразных выращивают централизованно на фабрике компании BioBee, упаковывают и экспортируют за границу. По заверениям производителей, использование хищных клещей сокращает потребность в пестицидах на 60 %.